# Omeiïta
L'omeiïta és un mineral de la classe dels sulfurs, que pertany al grup de la löllingita. Rep el seu nom del mont Omei (in standard Chinese phonetics "Emei", or "Emeishan"), el lloc on es troba la seva localitat tipus.

## Característiques
L'omeiïta és un sulfur d'osmi i ruteni, de fórmula química (Os,Ru)As₂. Cristal·litza en el sistema ortoròmbic en forma de cristalls allargats i tabulars. La seva duresa a l'escala de Mohs és 7. Forma una sèrie de solució sòlida amb l'anduoïta.
Segons la classificació de Nickel-Strunz, l'omeiïta pertany a «02.EA: Sulfurs metàl·lics, M:S = 1:2, amb Fe, Co, Ni, PGE, etc.» juntament amb els següents minerals: aurostibita, bambollaita, cattierita, erlichmanita, fukuchilita, geversita, hauerita, insizwaita, krutaita, laurita, penroseita, pirita, sperrylita, trogtalita, vaesita, villamaninita, dzharkenita, gaotaiita, alloclasita, costibita, ferroselita, frohbergita, glaucodot, kullerudita, marcassita, mattagamita, paracostibita, pararammelsbergita, oenita, anduoïta, clinosafflorita, löllingita, nisbita, omeiita, paxita, rammelsbergita, safflorita, seinäjokita, arsenopirita, gudmundita, osarsita, ruarsita, cobaltita, gersdorffita, hol·lingworthita, irarsita, jolliffeïta, krutovita, maslovita, michenerita, padmaita, platarsita, testibiopal·ladita, tolovkita, ullmannita, willyamita, changchengita, mayingita, hollingsworthita, kalungaita, milotaïta, urvantsevita i rheniïta.

## Formació i jaciments
Es troba en dipòsits de sulfurs de coure i níquel associats a cossos ultramàfics. Sol trobar-se associada a altres minerals com: pirrotina, pentlandita, calcopirita, violarita, cubanita, bornita, esfalerita, galena, linneïta, magnetita, testibiopal·ladita, sudburyita, michenerita, sperrylita, kotulskita o or. Va ser descoberta l'any 1978 al dipòsit de Cu-Ni-PGE de Yangliuping, Danba (Província de Sichuan, República Popular de la Xina). També se n'ha trobat a Grècia, Estats Units, Ucraïna i Brasil